# 市立函館博物館
市立函館博物館（しりつはこだてはくぶつかん）は、函館市青柳町の函館公園内に本館がある公立総合博物館。

## 概要
1879年5月25日開場の開拓使函館支庁仮博物場を前身に持ち、1966年4月28日に市立の総合博物館として開館した。本館の他に郷土資料館（旧金森洋物店、1969年11月開館）を持つ。自然科学から人文科学にいたる、約62万点の展示物および収蔵資料を持つ。初代館長は彫刻家でもあった武内収太。

## 五稜郭分館
五稜郭公園内には1955年6月に五稜郭分館が開館し、主に箱館戦争に関わる資料を展示していたが、箱館奉行所の復元工事に伴い2007年に閉館した。建物は1954年7月10日から8月31日まで函館公園と五稜郭公園を会場にして開かれた北洋漁業再開記念北海道大博覧会の際に「観光館・お菓子デパート」として建てられた建物を転用したものであった。閉館時に館内に保存展示されていた資料は本館に移された。

## 主な収蔵資料等
自然・考古・歴史・民俗・美術工芸資料など約62万点。
志苔館出土の「北海道志海苔中世遺構出土銭」（重要文化財）、函館空港遺跡やサイベ沢遺跡など出土の考古学資料、アイヌ風俗画、蠣崎波響等の作の美術工芸資料、中世から現代に続く歴史、民俗資料、動植物、地質、鉱物、化石資料が主な収蔵品。
主なコレクション
- 「菅原コレクション」 - 植物分類学者、菅原繁蔵が樺太等から収集した1万点あまりの植物標本。
- 「高川コレクション」 - 北方貝類の研究者高川金次が収集した貝類研究基礎標本。
- 「花光コレクション」 - 教育文化界の功労者花光春之助の収集した美術工芸品
- 「能登川コレクション」 - 在野の考古学研究者能登川隆が収集した続縄文時代の「恵山貝塚」出土資料

## 函館市総合ミュージアム（仮称）構想
2022年（令和4年）に市は、同館と市立函館博物館郷土資料館（旧・金森洋物店）、函館市文学館、函館市北方民族資料館、函館市北洋資料館を集約する計画を公表した。同年5月23日の函館市議会総務常任委員会委員協議会で函館市教育委員会は、各施設には展示しきれない収蔵物が多数あり、現在の状態では資料の適切な温度管理が難しいことなどが理由と説明した。総合ミュージアム移行後の施設の活用案は下記の通り。
- 市立函館博物館本館 - 収蔵庫
- 市立函館博物館郷土資料館、函館市北方民族資料館、函館市文学館 - 市が所有し西部地区整備事業の中で活用方法を検討する